# 皮日休
皮 日休（ひ じつきゅう、834年 - 883年）は、中国唐の詩人・革命的社会派の学者である。字は襲美。号は閑気布衣・鹿門子・酔吟先生・酔士。復州竟陵県の出身。友人に、同年代の詩人である陸亀蒙がおり、二人を合わせて皮陸と呼ぶことがある。

## 略歴
生まれは貧しい家だったが、咸通8年（867年）に彼は進士に及第し、咸通10年（869年）に蘇州の治安判事になり、著作郎・太常博士などを歴任した。この頃は、故郷に近い鹿門山に籠居し、酒と詩を友とする生活を送っていた。しかし、黄巣軍が首都の長安を占拠すると、その政府に入って翰林学士となったが、後に疑われて殺された。

## 異説
呉越の皮子良墓誌銘には、皮子良の先祖である皮日休は、黄巣の乱を逃れて会稽に移り、太常博士に任じられて死後に礼部尚書を贈られた、と誌されている。